# Stéphane Goubert
Stéphane Goubert (Montpellier, 13 marzo 1970) è un dirigente sportivo ed ex ciclista su strada francese. Attivo come professionista dal 1994 al 2011, dal 2012 ricopre il ruolo di direttore sportivo per il team AG2R.

## Carriera
Passato professionista nel 1994 con la Festina-Lotus, in carriera vestì anche le maglie della Cofidis, della Polti e della Jean Delatour, prima di approdare, nel 2004, all'AG2R Prévoyance, squadra inserita dal 2006 nel circuito UCI ProTour.
In carriera ha partecipato a dieci edizioni del Tour de France, concludendole tutte, e a tre edizioni della Vuelta a España. In 16 anni di attività non ha mai ottenuto successi individuali: i migliori risultati per lui sono stati il secondo posto al Grand Prix de Fourmies 2008 e la vittoria nella cronometro a squadre della Vuelta a Castilla y León 2005, al termine della quale vestì per due giorni la maglia di leader.
Si è ritirato dalle corse a fine 2009. Dal 2012 ricopre il ruolo di direttore sportivo del team AG2R, sua ultima squadra, affiancando Vincent Lavenu.

## Palmarès

### Altri successi
- 2005 (Ag2r Prévoyance)

3ª tappa Vuelta a Castilla y León (Toro > Toro, cronosquadre)

## Piazzamenti

### Grandi Giri
- Tour de France

1999: 74º
2001: 31º
2002: 17º
2003: 31º
2004: 20º
2005: 34º
2006: 37º
2007: 27º
2008: 21º
2009: 16º
- Vuelta a España

2004: ritirato (11ª tappa)
2006: 29º
2007: 13º